# 全上古三代秦漢三国六朝文
『全上古三代秦漢三国六朝文』（ぜんじょうこさんだいしんかんさんごくりくちょうぶん）は、清の厳可均（げんかきん、1762-1843）が編纂した文集。当時入手可能な唐より前のすべての文を集めたもので、全15集741巻から構成される。

## 概要
嘉慶13年（1808年）に、清の朝廷は多数の学者を招いて『全唐文』の編纂事業を開始したが、厳可均は同事業に招かれなかったことに不満を抱き、『全唐文』の収録範囲より前の文集を個人で編纂した。体例は『全唐文』にならい、原則として詩は採録しない。また現存する経・史・子部の本文は除く。『全唐文』と異なり、いちいち出典を記している。
厳可均に先行する同様の著書としては明の梅鼎祚『歴代文紀』、張溥『漢魏六朝百三家集』があり、『全上古三代秦漢三国六朝文』にはこの2書の目録を載せている。
厳可均の生前に出版されることはなかったが、両広総督張之洞は文化事業として広州に広雅書局を設立し、王毓藻に校訂を命じた。光緒18年（1893年）に広雅書局から出版された。
中華民国期には丁福保が広雅書局本を影印出版した。丁福保はまた『全漢三国晋南北朝詩』を編纂している。

## 構成
『全上古三代秦漢三国六朝文』は時代によって15集に分かれる。大部分の著者には略伝が付されている。
- 全上古三代文（16巻、206人）：先秦の文を集めたもの。
- 全秦文（1巻、16人）
- 全漢文（63巻、334人）
- 全後漢文（106巻、470人）
- 全三国文（75巻、294人）
- 全晋文（167巻、830人）
- 全宋文（64巻、278人）
- 全斉文（26巻、131人）
- 全梁文（74巻、204人）
- 全陳文（18巻、63人）
- 全後魏文（60巻、302人）
- 全北斉文（10巻、84人）
- 全後周文（24巻、61人）
- 全隋文（36巻、168人）
- 先唐文（1巻、54人）：唐以前ではあるが時代不詳の文。

## その他
銭鍾書『管錐編』（1979年出版、全4冊）のうち後半の第3・4冊は『全上古三代秦漢三国六朝文』の考証になっている。